# Giovanni Bonifacio Bagatta
Giovanni Bonifacio Bagatta (né en 1649 à Vérone, mort en 1702) est un théologien italien.

## Biographie
Il prononce les vœux de l'Ordre des Théatins à Vérone et enseigne la philosophie à Vérone. Son œuvre latine principale étendue est l’Admiranda orbis christiani (première édition : Venise, 1680), dans laquelle il arrange systématiquement environ 10 000 exemples de miracles, un exemple typique de la littérature de compilation baroque.
Son ouvrage Vita della venerabile Orsola Benincasa, fondatrice delle vergini Teatine della congregatione ... dell'immaculata concezione, publié en 1671, fut mis à l’Index librorum prohibitorum le 13 juin 1679.